# PSME3
PSME3‏ (Proteasome activator subunit 3) هوَ بروتين يُشَفر بواسطة جين PSME3 في الإنسان.